# Ejea de los Caballeros

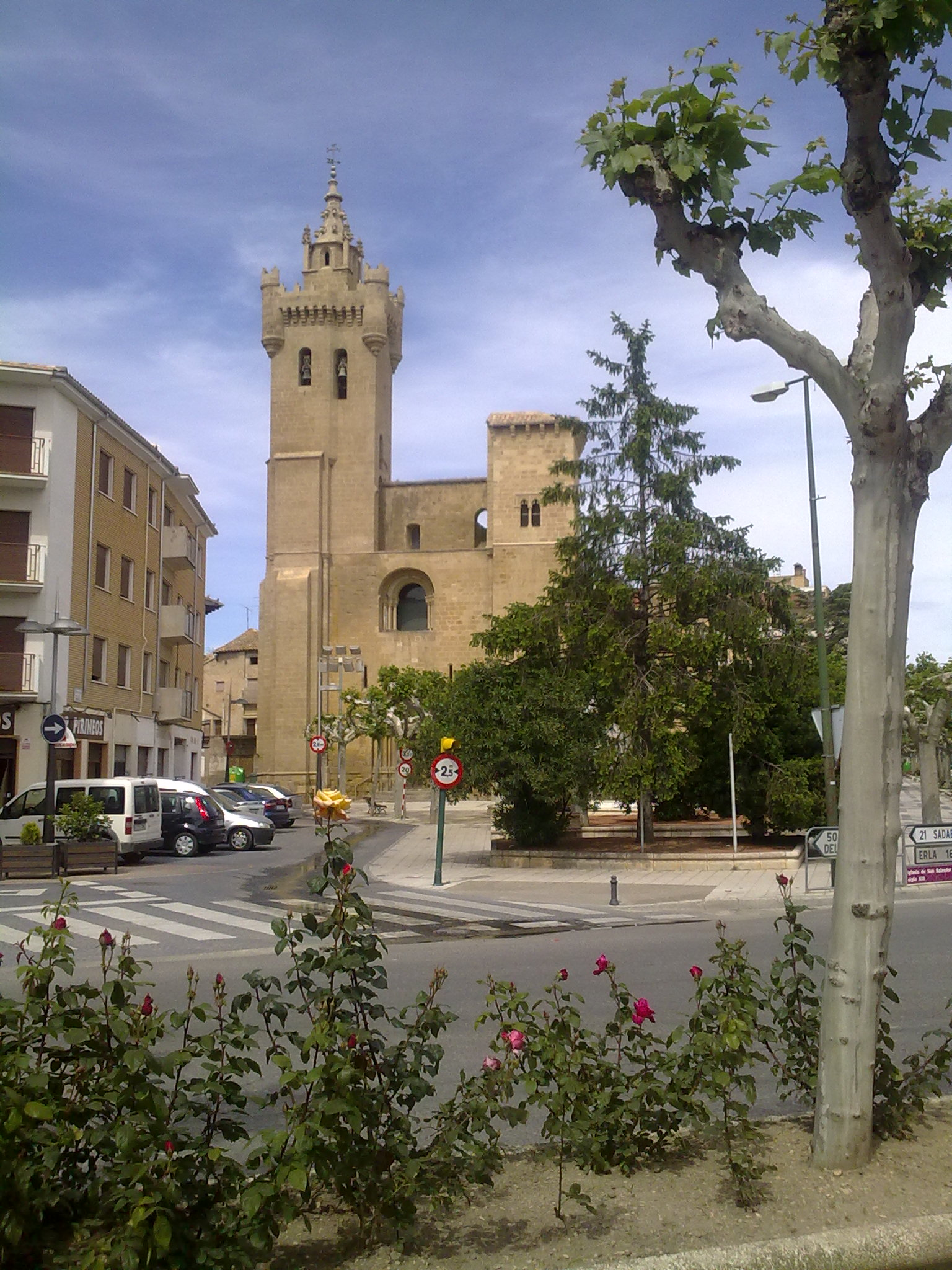
Kirche San Salvador

Das im spanischen Pyrenäenvorland inmitten eines bedeutenden Getreideanbaugebiets gelegene Ejea de los Caballeros (aragonesisch: Exeya d'os Caballers) ist eine Stadt in der Provinz Saragossa der Autonomen Region Aragón. Ejea ist gleichzeitig Hauptort der Comarca Cinco Villas (Fünf Kleinstädte). 2024 hatte die Gemeinde 17.133 Einwohner. Sie liegt am Río Arba. Zu Ejea gehören die Orte Bardenas, El Bayo, Farasdués, Pinsoro, Rivas, El Sabinar, Santa Anastasia und Valareña.

## Geschichte
Der schon vor der Zeitenwende besiedelte Ort, dessen fruchtbare Ebenen schon zur Römerzeit intensiv genutzt wurden, lag an der Straße von Caesaraugusta (Saragossa) nach Pompaelo (Pamplona). In der Antike hieß die Stadt Segia (auch Segla oder Setia) mit einem Bischofssitz, auf den das heutige Titularbistum Segia zurückgeht.
Nach der maurischen Besetzung ab dem Jahr 714 trug die Stadt den Namen Siya. Die maurische Zeit währte rund 400 Jahre. Nach mehreren gescheiterten Eroberungsversuchen wurde die Stadt schließlich im Jahr 1105 unter König Alfons I. (Aragón) zurückerobert und zunächst zur Grenzfestung gegen die Mauren ausgebaut.

## Bevölkerungsentwicklung
| 1900  | 1910  | 1920  | 1930  | 1940  | 1950  | 1960   | 1970   | 1981   | 1991   | 2001   | 2009   |
| ----- | ----- | ----- | ----- | ----- | ----- | ------ | ------ | ------ | ------ | ------ | ------ |
| 5.271 | 5.861 | 7.829 | 8.666 | 9.652 | 9.604 | 11.242 | 14.777 | 15.842 | 15.337 | 16.048 | 17.331 |

## Wirtschaft
Im Jahr 1959 wurde der Canal de las Bardenas erbaut, der weite Gebiete bewässert.

## Sehenswürdigkeiten
- Die im Jahr 1222 geweihte Wehrkirche San Salvador im romanischen Übergangsstil mit unterschiedlich hohen Fassadentürmen aus dem 14. und 15. Jahrhundert.
- Die 1174 geweihte Wehrkirche Santa Maria de la Corona.
- Das Sanktuarium Nuestra Señora de la Oliva mit einer Marienstatue aus dem Kloster La Oliva.

## Söhne und Töchter der Stadt
- Ángel Javier Pérez Pueyo (* 1956), Bischof von Barbastro-Monzón
- Alberto Soro (* 1999),  Fußballspieler

## Feste
Das zentrale lokale Fest ist der Verehrung der Lokalheiligen Nuestra Señora de la Oliva gewidmet. Am 24. Juni wird zudem auf mittelalterliche Art das Fest des Schutzheiligen Johannes der Täufer begangen. Ein weiteres lokales Fest erinnert am 14. Januar an den Wahltag, ein Ereignis während der Pest, als sich die Bewohner der Stadt dafür aussprachen, die Nuestra Señora de la Oliva durch die Stadt zu tragen, um sie anbeten zu können. Angeblich soll die Pest in Ejea de los Caballeros an jenem Tag ein Ende gefunden haben.

## Städtepartnerschaften
- Frankreich Marmande
- Italien Portogruaro